# 拡大体における双対基底
数学の線型代数学における双対基底の概念は、体のトレースを用いることで有限次拡大 L/K へと応用することが出来る。ただし、その体のトレースによる TrL/K(xy) が、K 上の非退化な二次形式を与えることが必要となる。これはその拡大体が分離拡大である時に満たされる。したがって、K が完全体のとき、とくに K が有限体や標数ゼロである時に、自動的に満たされる。
双対基底（dual basis）は多項式基底や正規基底のような具体的な基底ではない。むしろそれは、計算のための第二の基底を用いる方法を提供する概念である。
L/K を有限次分離拡大とする。
{\displaystyle B_{1}=\{\alpha _{0},\alpha _{1},\ldots ,\alpha _{m-1}\}}
を L の K-基底とすると、
{\displaystyle \operatorname {Tr} _{L/K}(\alpha _{i}\gamma _{j})={\begin{cases}0&(i\neq j)\\1&(i=j)\end{cases}}}
を満たす基底
{\displaystyle B_{2}=\{\gamma _{0},\gamma _{1},\ldots ,\gamma _{m-1}\}}
が存在する。これをトレース TrL/K に関する B1 の双対基底と言う。
L を有限体 GF(qm)、K をGF(q) とすると、体の拡大 L/K の元のトレースは、
{\displaystyle \operatorname {Tr} _{L/K}(\beta )=\sum _{\sigma \in \operatorname {Gal} (L/K)}\!\!\!\beta ^{\sigma }=\sum _{i=0}^{m-1}\beta ^{q^{i}}}
と計算される。
L = K (α) を分離拡大とし、f をαの最小多項式、
{\displaystyle {\frac {f(X)}{X-\alpha }}=b_{0}+b_{1}X+\dotsb +b_{n-1}X^{n-1}}
とする。このとき 1, α, ..., αn−1 と双対な基底は
{\displaystyle {\frac {b_{0}}{f'(\alpha )}},\dots ,{\frac {b_{n-1}}{f'(\alpha )}}}
である。
双対基底を用いることは、基底の変換公式を用いて陽に基底を変換するよりも、異なる基底を用いる手法を簡単に結びつける方法を提供する。さらに、双対基底をもつならば、元の基底のある元から双対基底への変換は、乗法的単位元（通常は 1）の乗算によって達成される。